# 托萊多 (密蘇里州卡勒韋縣)
托萊多（英語：Toledo）是位於美國密蘇里州卡勒韋縣的非建制地區。

## 歷史
托萊多的郵局於1887年設立，其後於1905年停運。

## 地理
托萊多所處的海拔為高於海平面226米（即741英呎），而該地所採用的時區為UTC-6，即北美中部時區（CST）。同時該地設有夏令時間，為UTC-6調快一小時，即UTC-5（CDT）。